# Russen

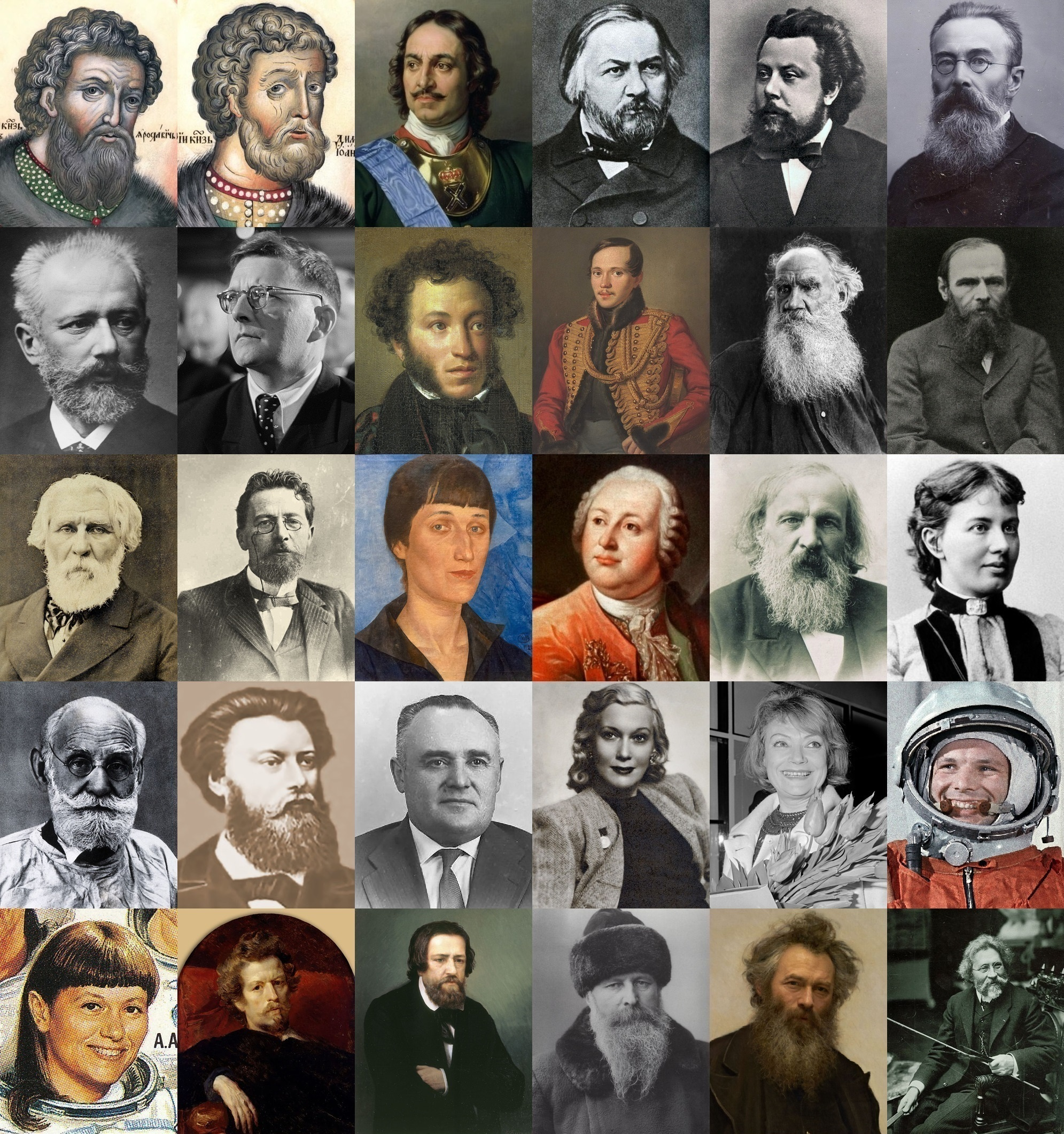
Berühmte Russen

Die Russen (russisch русские, deutsche Transkription russkije; historische deutsche Namen auch Großrussen, Reußen, Moskowiter etc.) sind ein ostslawisches Volk mit etwa 137 Millionen Angehörigen, davon rund 115 Millionen in Russland, etwa 17 Millionen in den anderen Nachfolgestaaten der Sowjetunion und etwa sechs Millionen in weiteren Staaten. Sie bilden die größte ethnische Gruppe in Europa. Die nationale Sprache der Russen ist Russisch, die vorherrschende und traditionelle Religion ist das russisch-orthodoxe Christentum.

## Bezeichnung
Im Deutschen wird die Bezeichnung Russen nicht nur für ethnische Russen verwendet, sondern kann auch alle Staatsbürger der Russischen Föderation unabhängig von der ethnischen Zugehörigkeit bezeichnen. Im Russischen dagegen meint russkij primär ethnische Russen. Die Staatszugehörigkeit bezeichnet dagegen das Adjektiv rossijskij (российский), das von Rossija (Россия = Russland) abgeleitet ist. Ein russischer Staatsbürger beliebiger ethnischer Zugehörigkeit heißt dementsprechend rossijanin (россиянин), Plural rossijane (россияне), was im Deutschen mit Russländer wiedergegeben werden kann.

## Geschichte

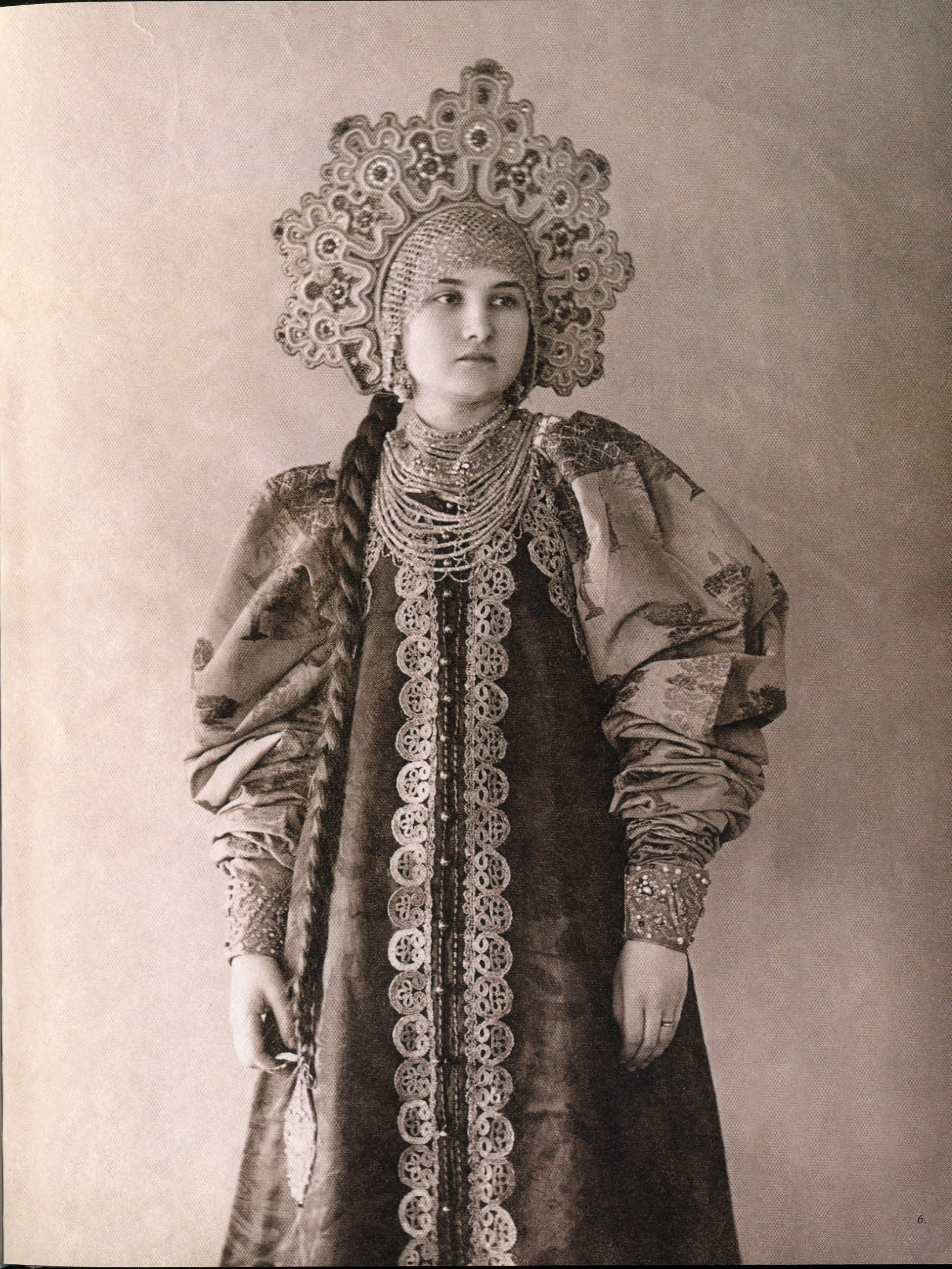
Eine Russin aus der Region Archangelsk in Nationaltracht, Foto um 1900

Die Vorfahren der Russen waren ostslawische Stämme, die bewaldete Gebiete des heutigen Westens von Russland, Belarus, sowie den Norden der Ukraine bewohnten. Zu ihnen zählten vor allem die Ilmenslawen, die Kriwitschen, die Wjatitschen, die Sewerjanen und die Radimitschen. An der Ethnogenese der Russen waren neben ihnen auch skandinavische (Rus), baltische (Goljad) und finno-ugrische (Merja, Muroma, Meschtscheren etc.) Stämme beteiligt. Das zugrundeliegende Ethnonym Rus bezeichnete ursprünglich der unter Wissenschaftlern mehrheitlich vertretenen Normannentheorie zufolge die aus Skandinavien stammenden Waräger, die zunächst die Oberschicht der Kiewer Rus, des ersten Staatsgebildes der Region, stellten (vgl. finnisch Ruotsi = „Schweden“). Später wurde dieser Name vor dem Hintergrund der raschen kulturellen Slawisierung der Rus auf die gesamte Bevölkerung des Reiches übertragen.
Die Christianisierung der Rus durch den Kiewer Fürsten Wladimir I. im Jahr 988 markierte die Annahme des Christentums und den Beginn der Russisch-Orthodoxen Kirche. Der Prozess der Durchsetzung des Christentums gegen das Heidentum dauerte allerdings noch mancherorts einige Jahrhunderte.
Einer verbreiteten Theorie zufolge hatte sich in der Kiewer Rus zwischen dem 10. und dem 13. Jahrhundert eine vergleichsweise homogene altrussische Ethnie herausgebildet, aus der in den Jahrhunderten nach dem Zerfall der Kiewer Rus in einem langen Differenzierungsprozess die (Groß-)Russen, die Ukrainer (Kleinrussen) und die Belarussen hervorgingen. Der russische Historiker Boris Florja sieht hierfür vor allem die unterschiedliche staatliche Zugehörigkeit als Grundlage. Eine ethnisch-kulturelle Trennung zwischen den Russen im Einflussbereich des Großfürstentums Moskau und den anderen Ostslawen (Ruthenen) im Verband des Großfürstentums Litauen sieht er vor allem im Verlauf des 16. Jahrhunderts vor dem Hintergrund der zahlreichen Russisch-Litauischen Kriege. Die Trennung der Ukrainer und der Belarussen erfolgte im 17. Jahrhundert entlang der polnisch-litauischen Grenze innerhalb Polen-Litauens.
Die Großrussen bewohnten anfangs das Gebiet, das den Nordwesten des heutigen Russlands umfasste. Mit den militärischen Erfolgen gegen die Tataren breitete sich ihr Siedlungsgebiet entlang der Wolga nach Südosten aus. Die Eroberung der Tatarenhauptstadt Kasan 1552 öffnete den Russen den Weg über den Ural nach Sibirien, das sie daran anschließend zu erschließen begannen. Im 17. Jahrhundert gelangten die Russen erstmals an den Pazifik. Eine wichtige Rolle bei der Kolonisierung neuer Gebiete spielten die russischen Kosaken und die nordrussischen Pomoren. Die landwirtschaftlich attraktiven Steppengebiete südlich der Oka im europäischen Russland, die seit dem Altertum zum sogenannten Wilden Feld gehörten, blieben lange Zeit aufgrund der Angriffe der Krimtataren und der Nogaier-Horde unerschlossen. Das Russische Zarenreich konnte sie in einem langen Prozess der Errichtung von neuen Verhaulinien und Festungen, die immer weiter nach Süden vorgeschoben wurden, im Verlauf des 17. Jahrhunderts absichern und besiedeln. Ab dem 18. Jahrhundert expandierte der russisch dominierte Siedlungsraum nach dem Zurückdrängen der Osmanen und Krimtataren in die Südukraine (Neurussland) und den Nordkaukasus.
Im Zarenreich blieben die Russen über das gesamte 19. Jahrhundert hinweg die größte Ethnie, obwohl sie bereits 1834 weniger als die Hälfte der Bevölkerung des Russischen Kaiserreichs ausmachten. Ein nationales Volksbewusstsein setzte sich in Russland ab den 1860er Jahren durch, als sich mit den Ansätzen einer Bauernbefreiung und Industrialisierung im Gefolge des verlorenen Krimkriegs ein die sozialen Schichten übergreifendes Zusammengehörigkeitsgefühl etablierte, das die bäuerlichen Unterschichten einschloss und zum Träger russischen Volkstums stilisierte. Bis 1917 lebten die weitaus meisten Russen auf dem Gebiet des Russischen Reichs. Erst nach der Machtübernahme der Bolschewiki in der Oktoberrevolution, als sich viele Russen zum Auswandern gezwungen sahen, entstand eine nennenswerte russische Diaspora außerhalb Sowjetrusslands.
Zur Zeit der Sowjetunion entstanden russische Minderheiten in beinahe allen Teilrepubliken. Während dies im Baltikum teilweise auf eine gezielte staatliche Siedlungspolitik zurückging, bestand in Zentralasien oder im Südkaukasus eher ein natürlicher Bedarf an qualifizierten Fachkräften zum Aufbau der Infrastruktur, der Industrie oder der Bildungseinrichtungen, der überwiegend durch Russen gedeckt wurde. Seit der Auflösung der Sowjetunion gibt es jedoch Rückwanderungsbewegungen in die Russische Föderation.

## Kultur

### Sprache und Literatur
Russisch, eine sich aus dem Altostslawischen entwickelte Sprache, ist die offizielle Sprache in Russland und wird von 99 % der Einwohner verstanden. Des Weiteren gilt Russisch aufgrund seiner 130 Millionen Muttersprachler und 110 Millionen Zweitsprachler als Weltsprache.
Die russische Literatur wird weithin als Teil des Weltkulturerbes angesehen. Ihre Anfänge reichen bis in die Epoche der Kiewer Rus zurück, wobei aber vor allem das 19. Jahrhundert („Goldenes Zeitalter“ der russischen Literatur) und das frühe 20. Jahrhundert („Silbernes Zeitalter“ der russischen Literatur) eine besonders hohe Reichhaltigkeit an bedeutenden Werken aufweisen. Bedeutende Vertreter sind Alexander Puschkin, Michail Lermontow, Lew Tolstoi, Fjodor Dostojewski, Anton Tschechow, Nikolai Gogol, Michail Bulgakow, Anna Achmatowa und Boris Pasternak.

### Namen
Die Formierung moderner russischer Nachnamen fand zwischen dem 16. und dem 17. Jahrhundert statt. Die typischen Endungen waren dabei die Genitivendungen -ow, -ew und -in, die heute ca. 2/3 der russischen Nachnamen besitzen. Meistens bildete man dabei den Genitiv zu Vornamen, Tiernamen oder Berufen. Seltenere Namensendungen waren -ski (Adjektiv; bezog sich entweder auf die geografische Herkunft oder wurde von Einwanderern aus polnisch-litauischem Reichsgebiet importiert), -ych (Pluralgenitiv, vor allem im Ural), -itsch, -ez, -ak, -ago. In der neueren Zeit kamen aus dem ukrainischen Raum auch Namen auf -enko und -uk.
Da der Genitiv im Russischen je nach Genus dekliniert wird, erhalten weibliche Nachnamen bei den Endungen -ow, -ew und -in jeweils ein zusätzliches a angehängt. Die Adjektivendung -ski ändert sich zu -skaja. Alle anderen Nachnamen werden nicht dekliniert.

### Religion

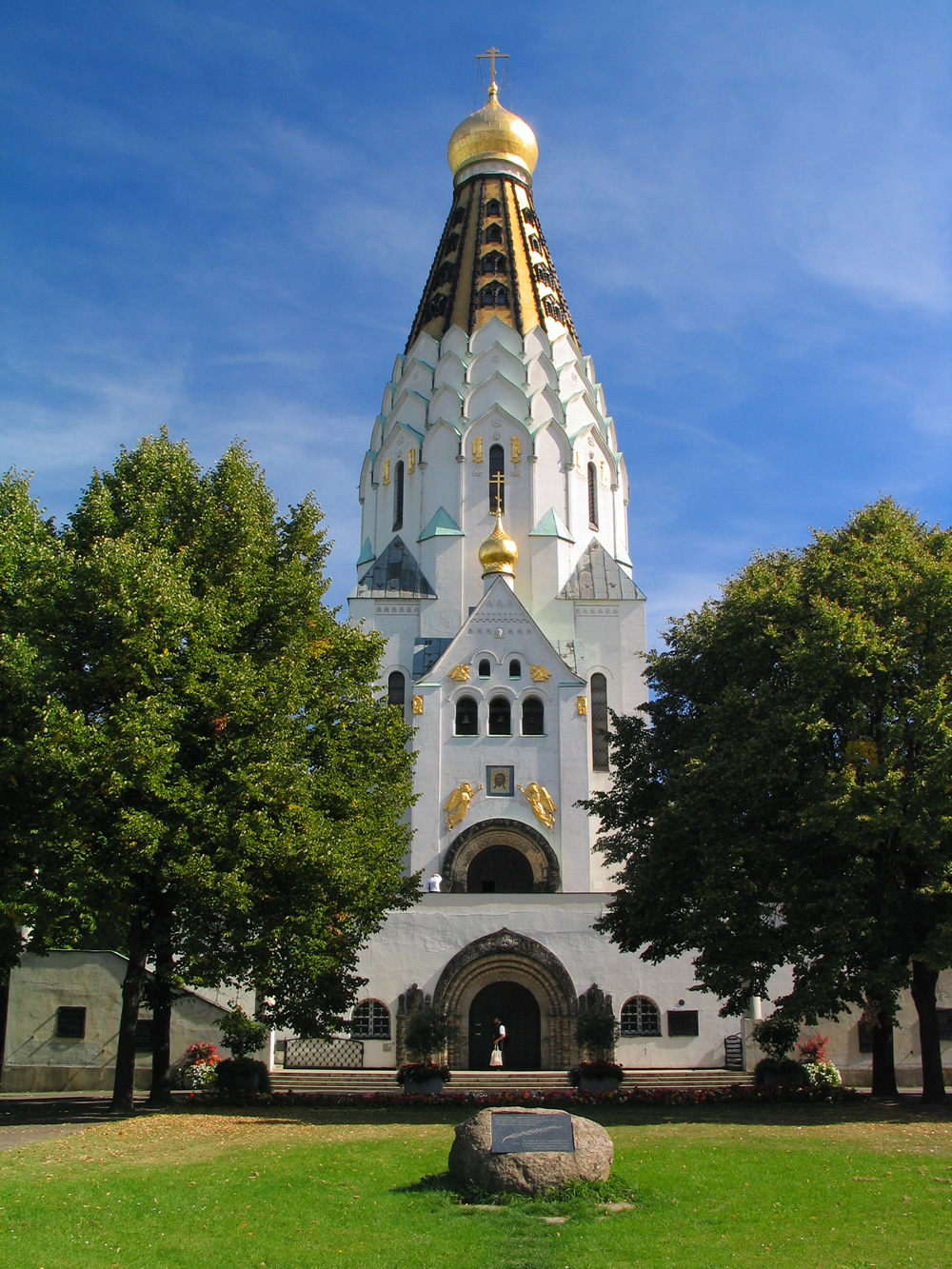
Russisch-orthodoxe Gedächtniskirche in Leipzig

Die Russen sind traditionell orthodoxe Christen. In den über 70 Jahren des offiziellen Atheismus in der ehemaligen Sowjetunion hat sich jedoch ein großer Teil der Russen von der Religion entfremdet, obwohl die russisch-orthodoxe Kirche seit dem Zerfall der Sowjetunion 1991 wieder zunehmend an Bedeutung gewinnt. Ca. 60 % der Russen sind getauft. Obwohl die Mitgliederzahlen von kirchlichen Gemeinschaften steigen, bleibt die Besucherquote bei der sonntäglichen Liturgie recht gering. Es gibt in Russland heute über 12.000 russisch-orthodoxe sowie 285 altorthodoxe Kirchengemeinden. Die orthodoxe Religion ist ein wesentlicher Bestandteil der russischen kulturellen Identität, so ist es normal, dass auch atheistische Russen sich mit der Orthodoxen Kirche identifizieren.
In Deutschland leben derzeit an die 190.000 getaufte russisch-orthodoxe Christen, die in 60 Kirchengemeinden organisiert sind.
Auch andere Glaubensgemeinschaften haben die Russen erreicht, so sind 85.000 Russen evangelikal ausgerichtete Baptisten. Diesen Glauben haben die Russen meist durch den Kontakt mit Russlanddeutschen kennengelernt, von denen sich die meisten zu evangelischen Glaubensausrichtungen bekennen. Eine weitere Minderheit sind die russischen Katholiken, die zur Russischen Griechisch-Katholischen Kirche gehören, welche dem Vatikan untersteht. Diese ist jedoch sehr klein und zählt etwa 3.500 Gläubige. Katholische Missionare werden vom orthodoxen Moskauer Patriarchat allerdings mit Skepsis betrachtet.
An neuer Popularität erfreut sich auch das slawische Heidentum, eine vorchristliche Religion. Tempel und Heilige Haine gibt es vor allem im elb- und ostseeslawischen Raum.

## Teilgruppen
Die an der Küste des Weißen Meeres lebenden Russen heißen seit je her Pomoren, sie sind die Nachfahren der alten Nowgoroder und besitzen eigene kulturelle Züge in Tracht, Folklore und Aussprache. Im Donau-Delta leben Nachfahren der russischen Altgläubigen, die Lipowaner. Zu einer weiteren russischen Teilgruppe kann man die Don- und die Kuban-Kosaken zählen. Oft weisen auch die sibirischen Russen auf ihre gewisse kulturelle Eigenständigkeit hin.

## Verteilung der Russen in Russland und in anderen Ländern

### Russen in Russland

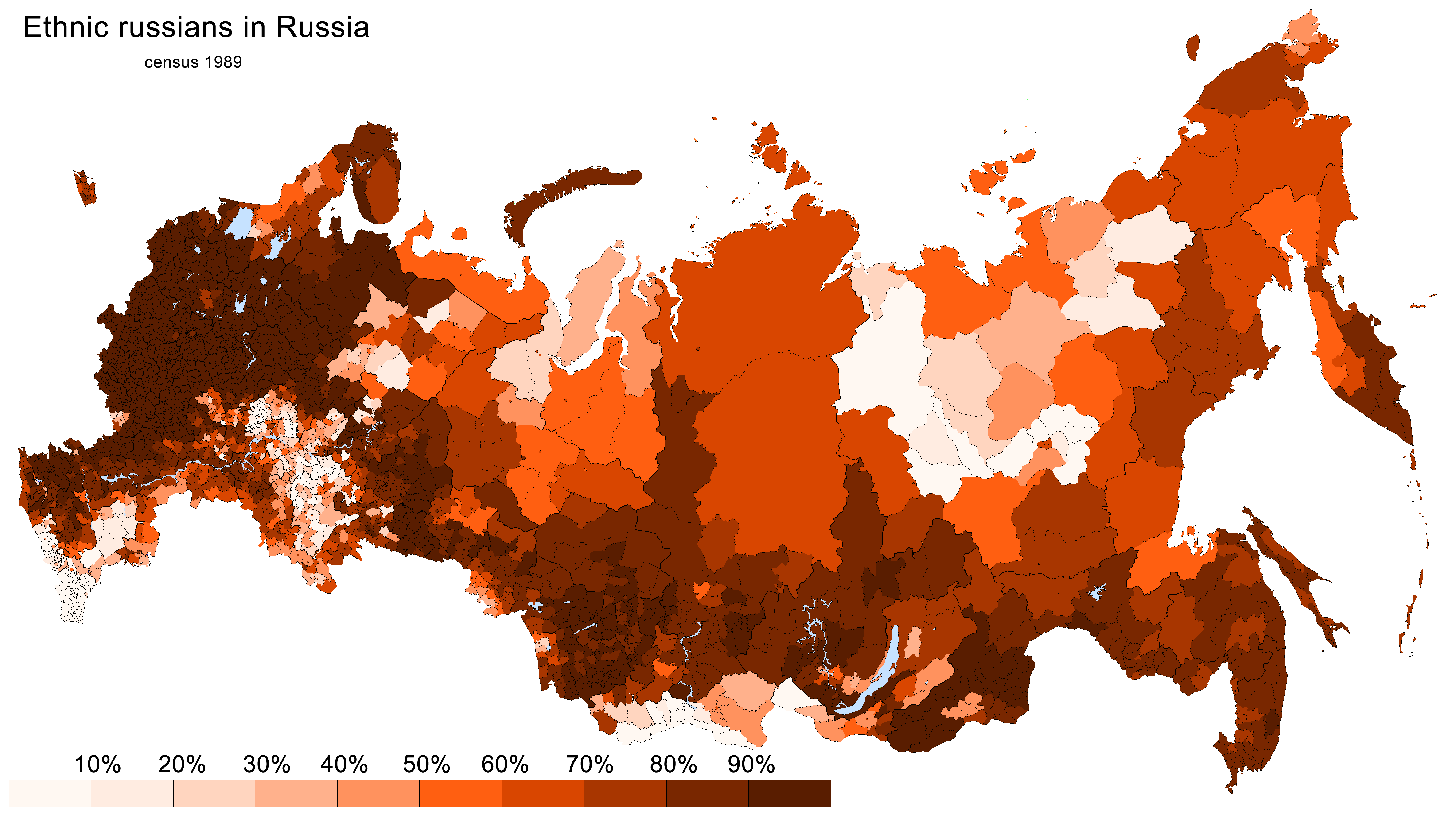
Die Anteile ethnischer Russen in Russland (1989)

Die ethnischen Russen machen ca. 82 % der Bevölkerung Russlands aus. Die Gebiete mit dem höchsten Anteil ethnischer Russen umfassen den Westteil des Landes, den Ural, Südsibirien sowie einige Regionen im Fernen Osten Russlands. Überwiegend russisch geprägte Regionen haben in der Regel den Status einer Oblast oder eines Krai. Daneben gibt es 27 nationale Autonomien, die jeweils eigene Titularnationen haben. Doch auch in etwa der Hälfte dieser nationalen Autonomien bilden ethnische Russen die Bevölkerungsmehrheit. Unterdurchschnittlich repräsentiert sind die Russen in einigen nationalen Republiken an der Wolga, im Nordkaukasus sowie in einigen nördlichen Regionen mit indigener Bevölkerung.

### Russen in den Nachfolgestaaten der Sowjetunion
| Land          | Anzahl der russischsprachigen Einwohner | Anteil an der Gesamtbevölkerung [%] |
| ------------- | --------------------------------------- | ----------------------------------- |
| Armenien      | 27.000                                  | 0,9                                 |
| Aserbaidschan | 150.000                                 | 1,8                                 |
| Estland       | 380.000                                 | 28,1                                |
| Georgien      | 67.671                                  | 1,5                                 |
| Kasachstan    | 3.905.607                               | 23,8                                |
| Kirgisistan   | 635.000                                 | 12,5                                |
| Lettland      | 487.250                                 | 25,2                                |
| Litauen       | 218.000                                 | 6,3                                 |
| Moldau        | 551.000                                 | 13,0                                |
| Russland      | 116.000.000                             | 79,8                                |
| Tadschikistan | 69.000                                  | 1,1                                 |
| Turkmenistan  | 469.000                                 | 7,0                                 |
| Ukraine       | 8.400.000                               | 17,3                                |
| Usbekistan    | 1.400.000                               | 5,5                                 |
| Belarus       | 1.100.000                               | 11,0                                |

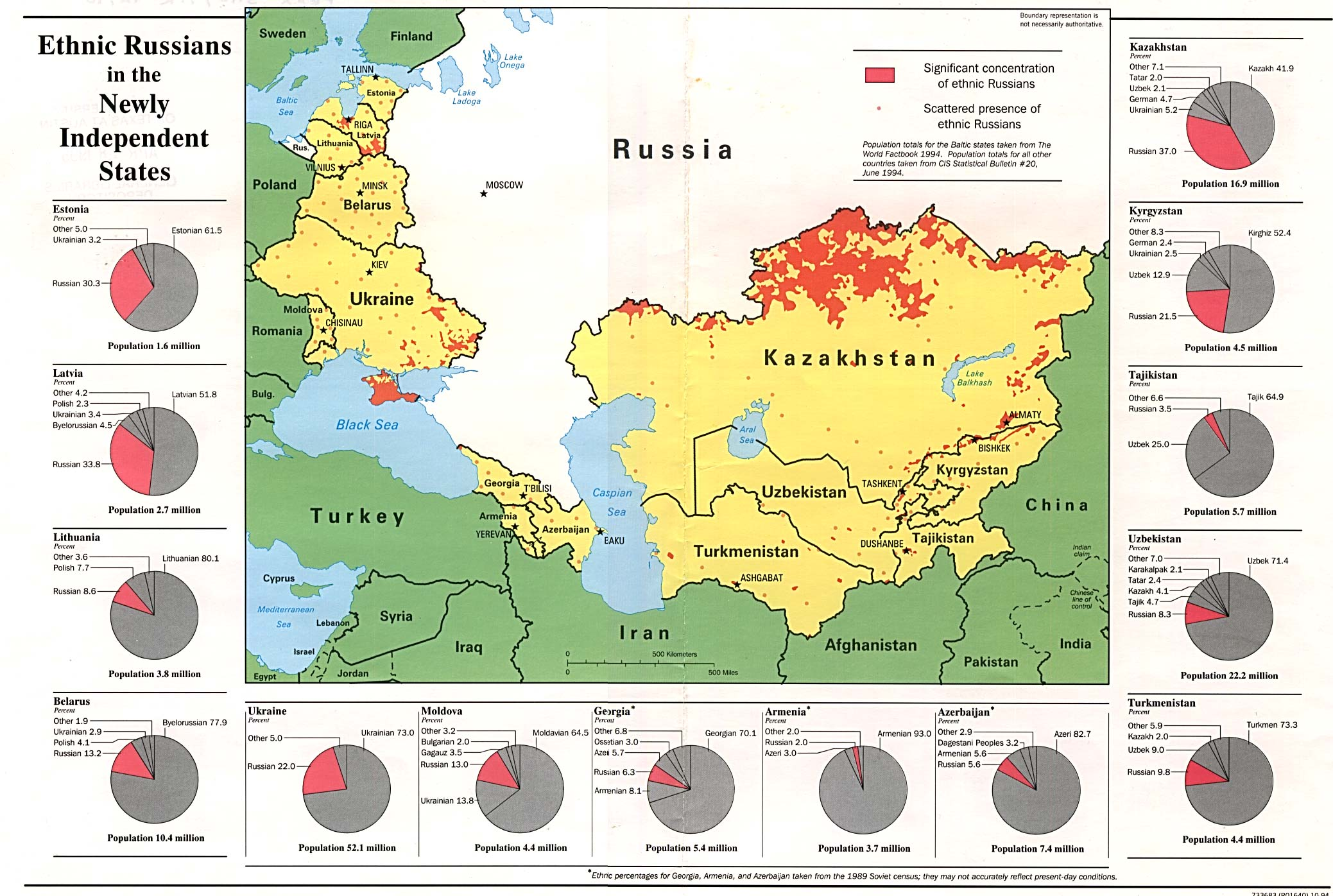
Russen in den Nachfolgestaaten der Sowjetunion

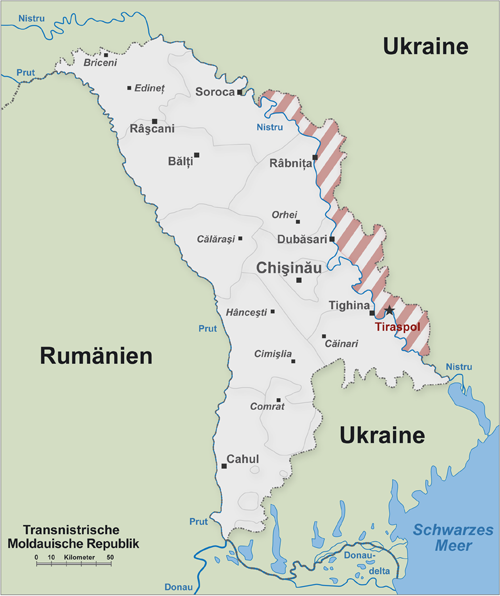
Transnistrien. Ukrainisch-russische Sezession in der Republik Moldau

In Moldau lebt ein großer Teil der Russen in Transnistrien (Dnjestr-Republik), das sich 1992 von der Republik Moldau lossagte. Betrug der Anteil der Russen in dem Gebiet 1989 nur 25,4 %, sind inzwischen 30,3 % der 555.000 Einwohner Russen. Das sind ca. 30 % der Russen in Moldau.
Einwohner Estlands und Lettlands, die erst während der Sowjetzeit in diese Länder kamen und nach Wiedererlangung der Unabhängigkeit nicht für eine Staatsangehörigkeit der GUS-Staaten optierten, haben die Möglichkeit, die Staatsbürgerschaft Estlands oder Lettlands durch Einbürgerung zu erhalten. Voraussetzung sind Kenntnisse in der estnischen bzw. lettischen Sprache und Geschichte des Landes.
Seit 1992 haben in Estland über 150.000 Einwohner die estnische Staatsbürgerschaft erhalten, die meisten davon ethnische Russen. Im Dezember 2011 waren 6,9 % der Wohnbevölkerung von Estland (94.654 Personen) immer noch ohne Staatsangehörigkeit. Sie genießen allerdings Wahlrecht bei den Kommunalwahlen und haben ständiges Aufenthaltsrecht. Nach dem 26. Februar 1992 in Estland geborene staatenlose Kinder erhalten unter bestimmten Bedingungen automatisch die estnische Staatsangehörigkeit.
In Lettland stehen den bisher knapp 100.000 Einbürgerungen seit 1995 gut 400.000 „Nicht-Staatsbürger“ gegenüber – 17 % der lettischen Bevölkerung. Vor allem in Lettland kam es zu Protesten ethnischer Russen gegen den Unterricht in Lettisch und die Schließungen russischsprachiger Schulen. Etwa die Hälfte der russischen Minderheit in Lettland spricht nur Russisch. Die Russen in den baltischen Staaten gehören zu den größten europäischen Minderheiten, deren Sprache keinen offiziellen Status hat.

### Russen in anderen Staaten der Welt
| Land                   | Anzahl der russischen Einwohner | Bemerkung |
| ---------------------- | ------------------------------- | --- |
| Australien             | 60.200                          | Russen und Russischstämmige                                                                                            |
| Argentinien            | 150.000                         | Russen und Russischstämmige                                                                                            |
| Brasilien              | 422.000                         | Russen und Russischstämmige                                                                                            |
| Volksrepublik China    | 15.609                          | anerkannte Minderheit                                                                                                  |
| Deutschland            | 195.310                         | Staatsbürger Russlands, ohne ca. 3,5 Millionen Russlanddeutsche und ethnische Russen mit deutscher Staatsangehörigkeit |
| Finnland               | 28.210                          | 0,4 % |
| Frankreich             | 115.000                         | |
| Israel                 | 1.000.000                       | Russischsprachige (15 %)                                                                                               |
| Kanada                 | 558.850                         | Russen und Russischstämmige                                                                                            |
| Paraguay               | 55.000                          | Russen und Russischstämmige                                                                                            |
| Rumänien               | 30.000                          | (0,2 %), hauptsächlich Lipowaner                                                                                       |
| Türkei                 | 20.000                          | |
| Vereinigtes Königreich | 100.000                         | |
| Vereinigte Staaten     | 3.073.214                       | dazu 5,1–6 Millionen Russischstämmige                                                                                  |

In Deutschland lebten Ende 2006 187.514 Staatsbürger der Russischen Föderation, davon waren fast 60 % Frauen. 4.679 nahmen 2006 die deutsche Staatsbürgerschaft an.

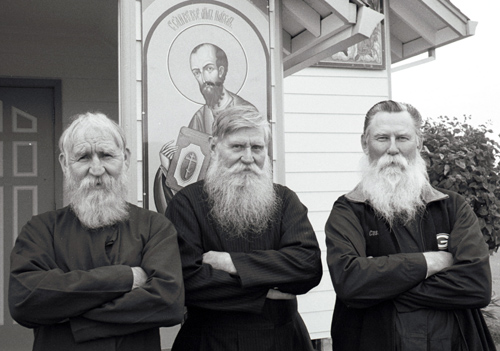
Russische Altgläubige in Oregon, USA

Man schätzt, dass 5,1–6 Millionen Einwohner der USA russischstämmig sind. Besonders erwähnenswert ist hier Alaska, das ursprünglich Teil des Russischen Reichs war, bis es 1867 an die USA verkauft wurde. In der Hochzeit der Kolonie lebten 40.000 Russen in Alaska, hauptsächlich auf den Aleuten. Hier findet sich immer noch eine kleine orthodoxe Minderheit. Laut der Volkszählung von 2000 nennen aber nur 1.706.242 US-Amerikaner Russisch als ihre Alltagssprache. Größere Gruppen von Russian-Americans leben in New York, Los Angeles, Chicago, Philadelphia, San Francisco und Boston. Etwa 20 % der russischsprechenden US-Amerikaner sind Juden. Etwa 80 % der russischsprechenden US-Amerikaner sind nicht in den USA geboren. Man geht davon aus, dass zwischen 1990 und 2000 mehr als eine halbe Million Einwanderer aus Nachfolgestaaten der Sowjetunion sich in den USA niederließen. 2,6 Millionen Russen lebten im Jahr 2000 in den USA.
Aus der früheren Sowjetunion sind über eine Million jüdische Einwanderer nach Israel gekommen, davon alleine in der Zeit von 1989 bis 1999 mehr als 750.000. Heute geht man davon aus, dass etwa eine Million Israelis Russisch sprechen. Inwieweit man sie als Russen bezeichnen kann, ist Ansichtssache. In der Sowjetunion und ihren Nachfolgestaaten werden Juden als eigene Volksgruppe gezählt, obwohl die weite Mehrheit Russisch als Muttersprache spricht.
In Rumänien leben die russischsprachigen Lipowaner.
In der Volksrepublik China sind die Russen (俄罗斯族) als offizielle Minderheit anerkannt, die dort schon seit Generationen existiert. Hier leben sie im Norden von Xinjiang, der inneren Mongolei und in Heilongjiang. Seit dem Ende der Sowjetunion gibt es erneut größere Einwanderungsbewegungen, sowohl von Russen nach China, als auch von Chinesen nach Russland.